# Beat Hefti
Beat Hefti (Herisau, 3 febbraio 1978) è un ex bobbista ed ex velocista svizzero, vincitore di quattro medaglie olimpiche nel bob, di cui una d'oro conquistata nel bob a due a Soči 2014 e tre di bronzo, un titolo mondiale, sei europei, due trofei di Coppa del Mondo e 31 vittorie di tappa nel massimo circuito mondiale (17 da pilota e 14 da frenatore). Hefti appartiene al ristretto gruppo di bobbisti capaci di vincere medaglie olimpiche, titoli internazionali e gare di Coppa del Mondo in entrambi i ruoli di questo sport (pilota e frenatore).
È fratello di Urs, anch'egli bobbista di livello internazionale.

## Biografia
Prima di dedicarsi al bob, Beat Hefti ha praticato l'atletica leggera nelle discipline veloci a livello nazionale, vincendo una medaglia di bronzo nei 100 m ai campionati nazionali assoluti svoltisi nel 2000 a Lugano e una d'argento nei 60 m ai campionati nazionali indoor di Magglingen nel 2003.

### Le categorie giovanili
Compete dal 1998 come frenatore per la nazionale svizzera. Si distinse nelle categorie giovanili vincendo due ori e un argento ai mondiali juniores, primeggiando con il pilota Martin Annen in entrambe le specialità a Calgary 2000 e cogliendo la seconda piazza quattro anni dopo a Cortina d'Ampezzo 2004 nel bob a due col fratello Urs alla guida.

### Coppa del Mondo

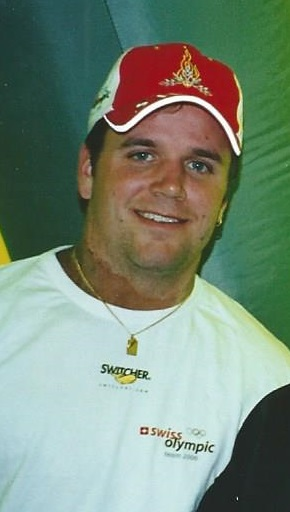
Beat Hefti nel 2006

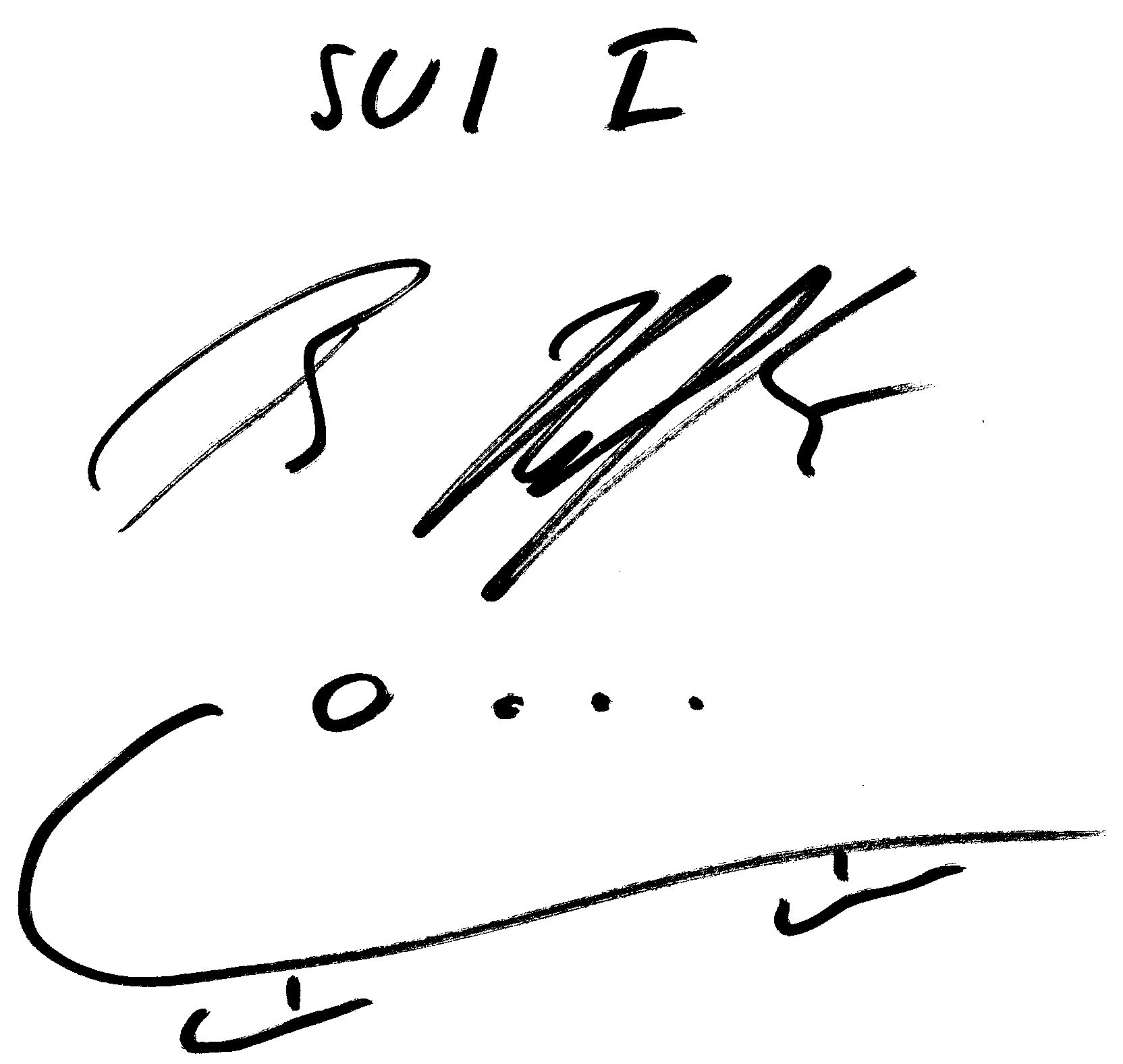
Autografo

Debuttò in Coppa del Mondo come frenatore degli equipaggi pilotati da Marcel Rohner nella stagione 1998/99, esordendo il 13 novembre 1998 a Calgary dove furono quattordicesimi nel bob a due. Salì per la prima volta sul podio il 28 novembre 1998 a Park City nel bob a quattro giungendo secondo al traguardo con Rohner, Markus Nüssli e Silvio Schaufelberger. Vinse la sua prima gara il 31 gennaio 1999 a Sankt Moritz, ultima gara della stagione 98/99, nel bob a quattro sempre con Rohner, Nüssli e Schaufelberger. Nel corso della sua carriera da frenatore ha gareggiato anche nei team guidati da Martin Annen, Ralph Rüegg e Ivo Rüegg.
Nell'inverno del 2007 intraprese la carriera di pilota, debuttando in Coppa Europa e vincendo la classifica generale della stagione 2007/08 in entrambe le specialità e anche nella combinata maschile. Esordì alla guida in Coppa del Mondo all'avvio dell'annata 2008/09, vincendo subito la prima gara il 29 novembre 2008 a Winterberg nel bob a due (disciplina cui legherà tutti i suoi maggiori successi da pilota) con Thomas Lamparter e riuscendo a ottenere nel resto della sua carriera altre 16 vittorie di tappa, per un totale di 31. Conquistò inoltre il trofeo finale di bob a due nelle stagioni 2008/09 e 2011/12 e il secondo posto nella combinata maschile nelle stagioni 2008/09 e 2013/14; nella specialità a quattro invece non andò oltre il settimo posto finale conseguito sempre nel 2008/09.

### Giochi Olimpici

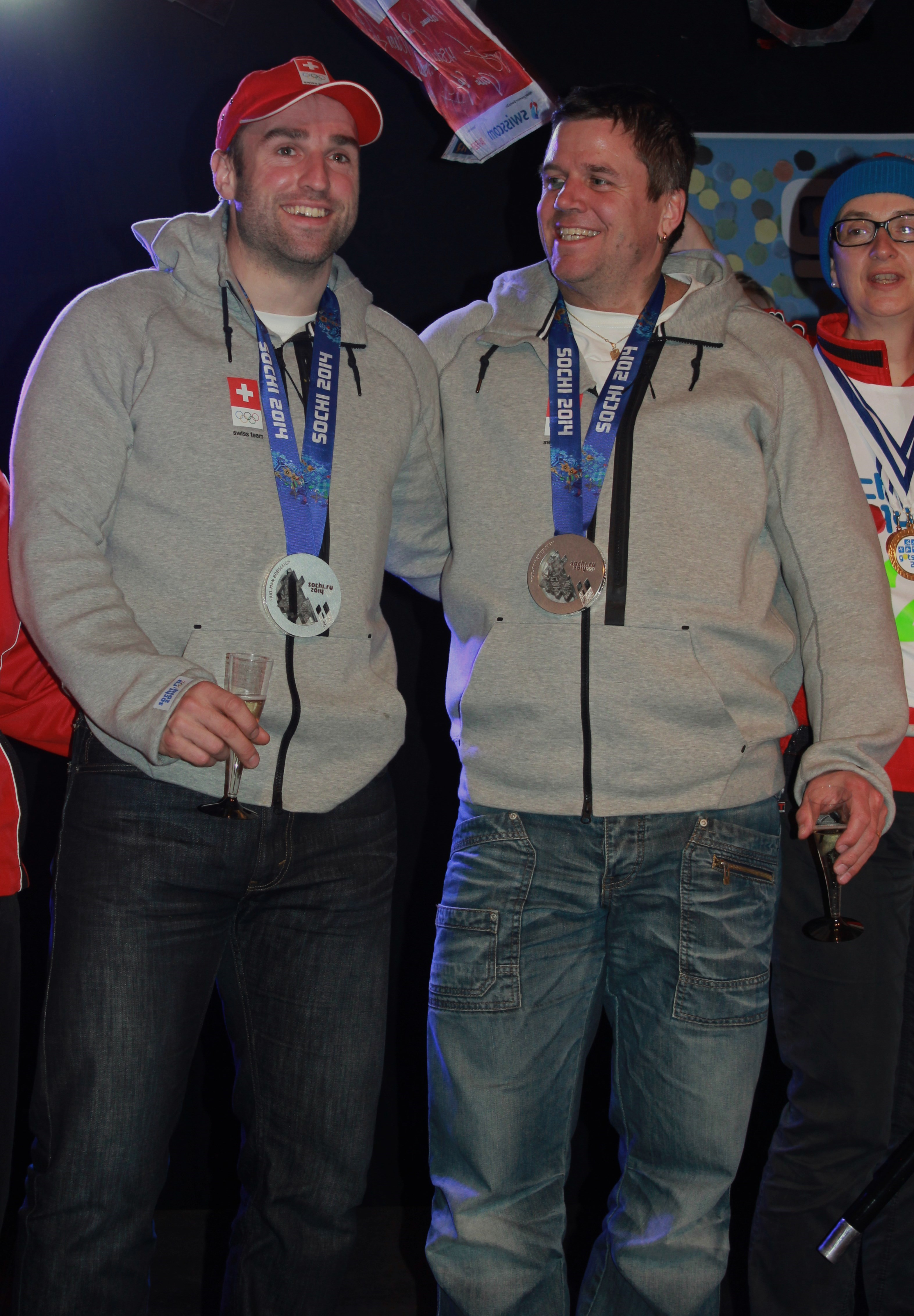
Hefti (a destra) con Alex Baumann, argento olimpico nel bob a due a, poi diventato oro a marzo 2019 dopo la squalifica definitiva dell'equipaggio russo

Ha partecipato a quattro edizioni dei Giochi olimpici invernali: a Salt Lake City 2002 vinse la medaglia di bronzo nel Bob a 2 con Martin Annen partecipando per la nazionale svizzera, venendo superati dai connazionali Christian Reich e Steve Anderhub e dai tedeschi Christoph Langen e Markus Zimmermann cui andò la medaglia d'oro. Quattro anni dopo, a Torino 2006 vinse due medaglie di bronzo in entrambe le specialità: a due con Annen e a quattro sempre con Annen e i frenatori Thomas Lamparter e Cédric Grand mentre a Vancouver 2010 si piazzò al sesto posto nel bob a quattro con Ivo Rüegg alla guida. Ha preso parte inoltre all'edizione di Soči 2014 nel ruolo di pilota conquistando la medaglia d'oro nel bob a due con Alex Baumann, risultato ufficializzato soltanto a marzo del 2019 dopo la conferma della squalifica della coppia russa Zubkov/Voevoda a seguito della nota vicenda doping; in quella stessa edizione giunse inoltre sesto nella specialità a quattro.

### Campionati mondiali
Hefti conta inoltre ben dodici presenze ai campionati mondiali, con sei medaglie conquistate in carriera. Alla sua prima partecipazione, a Cortina d'Ampezzo 1999, colse l'argento nel bob a quattro con Marcel Rohner, Markus Nüssli e Silvio Schaufelberger. A Sankt Moritz 2001 e a Calgary 2005 vinse invece la medaglia di bronzo nel bob a due, entrambe ottenute con Martin Annen. Riuscì infine a vincere la medaglia d'oro alla sua ultima partecipazione da frenatore ad una rassegna iridata, primeggiando nell'edizione casalinga di Sankt Moritz 2007 nel bob a quattro con Ivo Rüegg, Thomas Lamparter e Cédric Grand e sopravanzando gli equipaggi canadese e tedesco capitanati rispettivamente da Pierre Lueders e André Lange. A completare il suo palmarès ai mondiali altre due medaglie ottenute stavolta da pilota, fu infatti argento nel bob a due a Sankt Moritz 2013 e bronzo a Igls 2016 sempre nella specialità biposto.

### Europei
Nelle rassegne continentali vanta ben 15 medaglie di cui sei d'oro, cinque ottenute come pilota nel bob a due ad Igls 2010, ad Igls 2013 ed a Sankt Moritz 2016, in entrambe le specialità a Königssee 2014 ed una come frenatore nel bob a quattro a St. Moritz 2006; completano il suo bottino agli europei 5 medaglie d'argento e altrettante di bronzo.
A fine aprile del 2018, dopo ventuno stagioni disputate ai massimi livelli, Hefti annunciò il proprio ritiro dall'attività agonistica. La sua ultima gara disputata fu il 25 novembre 2017 a Whistler, terza tappa della 2017/18, dove terminò la gara a quattro al ventunesimo posto.

## Palmarès

### Olimpiadi
- 4 medaglie:
  - 1 oro (bob a due a Soči 2014);
  - 3 bronzi (bob a due a Salt Lake City 2002; bob a due, bob a quattro a Torino 2006).

### Mondiali
- 6 medaglie:
  - 1 oro (bob a quattro a Sankt Moritz 2007);
  - 2 argenti (bob a quattro a Cortina d'Ampezzo 1999; bob a due a Sankt Moritz 2013);
  - 3 bronzi (bob a due a Sankt Moritz 2001; bob a due a Calgary 2005; bob a due a Igls 2016).

### Europei
- 15 medaglie:
  - 6 ori (bob a quattro a Sankt Moritz 2006; bob a due ad Igls 2010; bob a due ad Igls 2013; bob a due, bob a quattro a Schönau am Königssee 2014;bob a due a Sankt Moritz 2016);
  - 5 argenti (bob a quattro a Sankt Moritz 1999; bob a due, bob a quattro a Sankt Moritz 2004; bob a due a Sankt Moritz 2009; bob a quattro ad Igls 2013);
  - 5 bronzi (bob a due a Cortina d'Ampezzo 2002; bob a due a Winterberg 2003; bob a due ad Altenberg 2005;  bob a due a Sankt Moritz 2006; bob a due ad Altenberg 2012).

### Mondiali juniores
- 3 medaglie:
  - 2 ori (bob a due, bob a quattro a Calgary 2000);
  - 1 argento (bob a due a Cortina d'Ampezzo 2004).

### Coppa del Mondo
- Vincitore della classifica generale nel bob a due: nel 2008/09 e nel 2011/12.
- Miglior piazzamento in classifica generale nel bob a quattro: 7º nel 2008/09.
- Miglior piazzamento in classifica generale nella combinata maschile: 2º nel 2008/09 e nel 2013/14.
- 84 podi (55 nel bob a due, 29 nel bob a quattro):
  - 31 vittorie (23 nel bob a due, 8 nel bob a quattro);
  - 28 secondi posti (16 nel bob a due, 12 nel bob a quattro);
  - 25 terzi posti (16 nel bob a due, 9 nel bob a quattro).

#### Coppa del Mondo - vittorie
| Data             | Luogo                | Paese       | Disciplina                                                                  |
| ---------------- | -------------------- | ----------- | --------------------------------------------------------------------------- |
| 31 gennaio 1999  | Sankt Moritz         | Svizzera    | a quattro con Marcel Rohner (pilota), Markus Nüssli e Silvio Schaufelberger |
| 12 dicembre 1999 | Igls                 | Austria     | a quattro con Marcel Rohner (pilota), Markus Nüssli e Silvio Schaufelberger |
| 19 dicembre 1999 | Schönau am Königssee | Germania    | a quattro con Marcel Rohner (pilota), Markus Nüssli e Silvio Schaufelberger |
| 9 dicembre 2000  | Igls                 | Austria     | a due con Martin Annen (pilota)                                             |
| 16 dicembre 2000 | Cortina d'Ampezzo    | Italia      | a due con Martin Annen (pilota)                                             |
| 17 febbraio 2001 | Calgary              | Canada      | a due con Martin Annen (pilota)                                             |
| 19 gennaio 2003  | Igls                 | Austria     | a quattro con Ralph Rüegg (pilota), Hans Jürg Nufer e Elmar Schaufelberger  |
| 11 dicembre 2004 | Igls                 | Austria     | a due con Martin Annen (pilota)                                             |
| 19 dicembre 2004 | Cortina d'Ampezzo    | Italia      | a quattro con Martin Annen (pilota), Andi Gees e Cédric Grand               |
| 22 gennaio 2005  | Cesana Torinese      | Italia      | a due con Martin Annen (pilota)                                             |
| 23 gennaio 2005  | Cesana Torinese      | Italia      | a quattro con Martin Annen (pilota), Andi Gees e Cédric Grand               |
| 29 gennaio 2005  | Sankt Moritz         | Svizzera    | a due con Martin Annen (pilota)                                             |
| 11 dicembre 2005 | Igls                 | Austria     | a quattro con Martin Annen (pilota), Thomas Lamparter e Cédric Grand        |
| 29 novembre 2008 | Winterberg           | Germania    | a due con Thomas Lamparter                                                  |
| 13 novembre 2009 | Park City            | Stati Uniti | a due con Alex Baumann                                                      |
| 5 dicembre 2009  | Cesana Torinese      | Italia      | a due con Thomas Lamparter                                                  |
| 12 dicembre 2009 | Winterberg           | Germania    | a due con Thomas Lamparter                                                  |
| 23 gennaio 2010  | Igls                 | Austria     | a due con Thomas Lamparter                                                  |
| 15 gennaio 2011  | Igls                 | Austria     | a due con Thomas Lamparter                                                  |
| 3 dicembre 2011  | Igls                 | Austria     | a due con Thomas Lamparter                                                  |
| 14 gennaio 2012  | Schönau am Königssee | Germania    | a due con Thomas Lamparter                                                  |
| 11 febbraio 2012 | Calgary              | Canada      | a due con Thomas Lamparter                                                  |
| 8 dicembre 2012  | Winterberg           | Germania    | a due con Thomas Lamparter                                                  |
| 16 dicembre 2012 | La Plagne            | Francia     | a quattro con Alex Baumann, Thomas Lamparter e Jürg Egger                   |
| 19 gennaio 2013  | Igls                 | Austria     | a due con Thomas Lamparter                                                  |
| 16 febbraio 2013 | Soči                 | Russia      | a due con Thomas Lamparter                                                  |
| 3 gennaio 2014   | Winterberg           | Germania    | a due con Alex Baumann                                                      |
| 11 gennaio 2014  | Sankt Moritz         | Svizzera    | a due con Alex Baumann                                                      |
| 10 gennaio 2015  | Altenberg            | Germania    | a due con Alex Baumann                                                      |
| 17 gennaio 2015  | Schönau am Königssee | Germania    | a due con Alex Baumann                                                      |
| 6 febbraio 2016  | Sankt Moritz         | Svizzera    | a due con Alex Baumann                                                      |

### Circuiti minori

#### Coppa Europa
- Vincitore della classifica generale nel bob a due nel 2007/08.
- Vincitore della classifica generale nel bob a quattro nel 2007/08;
- Vincitore della classifica generale nella combinata maschile nel 2007/08.
- 21 podi (18 nel bob a due, 3 nel bob a quattro):
  - 11 vittorie (10 nel bob a due, 1 nel bob a quattro);
  - 7 secondi posti (6 nel bob a due, 1 nel bob a quattro);
  - 3 terzi posti (2 nel bob a due, 1 nel bob a quattro).

#### Coppa Nordamericana
- Miglior piazzamento in classifica generale nel bob a due: 25º nel 2007/08).
- 1 podio (nel bob a due):
  - 1 terzo posto.